# Wilhelm Gustloff
Wilhelm Gustloff (Schwerin, 30 de janeiro de 1895 — Davos, 4 de fevereiro de 1936) foi o líder alemão do Partido NSDAP (Nazista) suíço; ele fundou a ala suíça do partido em Davos, em 1932. Foi o responsável pela distribuição do livro antissionista "Os Protocolos dos Sábios de Sião". Gustloff foi morto a tiros em 1936, por David Frankfurter, um estudante judeu, e teve um funeral público em sua cidade natal na presença de Adolf Hitler e Joseph Goebbels.
O navio de cruzeiro alemão Wilhelm Gustloff foi batizado com seu nome pelo regime nazista.
A Fundação Wilhelm Gustloff, ou Wilhelm-Gustloff-Stiftung, em alemão, também recebeu o nome do líder do partido.
Durante a Segunda Guerra Mundial, seu nome também foi dado à pequena fábrica de armas Wilhelm Gustloff Werke.
Seu assassinato é um elemento do romance Passo de Caranguejo (em alemão Im Krebsgang), do escritor alemão Günter Grass, cuja trama é baseada no destino do Navio KdF Wilhelm Gustloff.